# Scirpophaga xanthopygata
Scirpophaga xanthopygata  (лат.) — вид чешуекрылых насекомых из семейства огнёвок-травянок. Распространён на Украине, в Юго-Восточной России, Хабаровском и Приморском краях, на Корейском полуострове, в Китае и Японии. Размах крыльев 22—47 мм. Крылья блестяще-белые с обеих сторон, без рисунка, у самцов с коричневым налётом. Грудь, брюшко и ноги у самок покрыты белыми чешуйками, у самцов — очень тёмными.